# Ernst Friedrich Mooyer

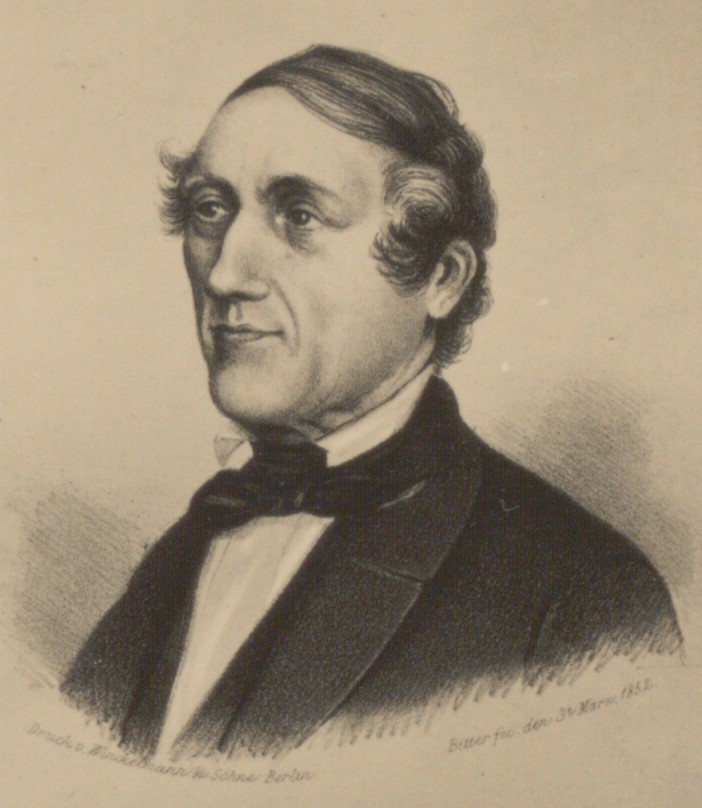
Ernst Friedrich Mooyer (1852)

Ernst Friedrich Mooyer (* 6. August 1798 in Minden; † 8. Mai 1861 ebenda) war Historiker, Archäologe, Germanist und ausgebildeter Kaufmann.

## Leben
Auf Wunsch des Vaters Ernst Friedrich Mooyer (Senior) wurde er zunächst in Bremen Kaufmann und leitete dann mit einem jüngeren Bruder das väterliche Geschäft. Insbesondere seine spätere Tätigkeit als Altertumsforscher wird als bedeutsam angesehen.
Besondere Reputation erwarb er sich mit seinen Forschungsarbeiten und Veröffentlichungen zur früheren deutschen Geschichte. Anerkennung fand dies unter anderem mit der Verleihung des Roten Adlerordens vierter Klasse und vom belgischen König mit der Verleihung der Goldenen Medaille für Kunst und Wissenschaft. Darüber hinaus war er Ehrenmitglied in 20 deutschen und in 7 weiteren internationalen Vereinigungen von Historikern. Seine Werke sind in zahlreichen Publikationen zur Altertumsforschung als Referenz bekannt.
Zusammen mit dem Arzt und Schriftsteller Nikolaus Meyer gehörte er zu den tragenden Persönlichkeiten der in Minden ansässigen „Westphälischen Gesellschaft für vaterländische Cultur“, für die er als langjähriger Bibliothekar tätig war. Er war zeitweilig Stadtverordneter und versah ehrenamtlich die Funktion eines Stadtarchivars. Seine bedeutende Bibliothek mit einer umfangreichen Sammlung Mindener Archivalien, die er vor der Vernichtung rettete, ging nach seinem Tode an das Staatsarchiv Münster.
Ernst Friedrich Mooyer war zweimal verheiratet: 1833 heiratete er in Paris die spanische Adelige, Doña Rosa Spalletti, Gräfin von Onofre († 4. Oktober 1833 in Aachen); nach deren früheren Tod dann im Jahre 1836 Auguste Harmes.

## Druckwerke (Auszug)
- Versuch eines Nachweises der im Todtenbuche des Klosters Möllenbeck vorkommenden Personen und Ortschaften. Münster 1839.
- Nachträge zu den Commentaren des Calendarium Merseburgense. Halle 1840.
- Auszüge aus dem Todtenbuche des Hildesheim’schen Hochstifts. Hannover 1840.
- Beiträge zur Geschichte der vormaligen Benedictinerabtei Tegernsee. Minden 1843.
- Die Einfälle der Normannen in die pyrenäische Halbinsel, eine größtentheils aus dem Dänischen übersetzte Zusammenstellung. Münster und Minden 1844.
- Die Mündigkeit und Volljährigkeit im Mittelalter. 1846.
- Ueber die angebliche Abstammung des normannischen Königsgeschlechts Siciliens von den Herzögen der Normandie. Eine genealogische Untersuchung. Minden 1850.
- Denkschrift des Grafen Wilhelm von Schaumburg-Lippe über den Krieg zwischen Portugal und Spanien im Jahre 1762. 1854.
- Onomasticon chronographicum hierarchiae germanicae, Verzeichniß der deutschen Bischöfe seit dem Jahre 800 nach Christi Geburt nebst Anhang über die Würdenträger einiger Abteien und Ritterorden. Minden 1854.
- Urkundliche Nachrichten von den Dynasten von der Bückeburg und Arnheim. Hannover 1855.
- Die vormalige Grafschaft Schaumburg in ihrer kirchlichen Eintheilung. Bückeburg 1858.
- Das Kloster Flechtdorf und seine Urkunden, Minden 1850. (Digitalisat-online)